# Gaius Turranius Gracilis

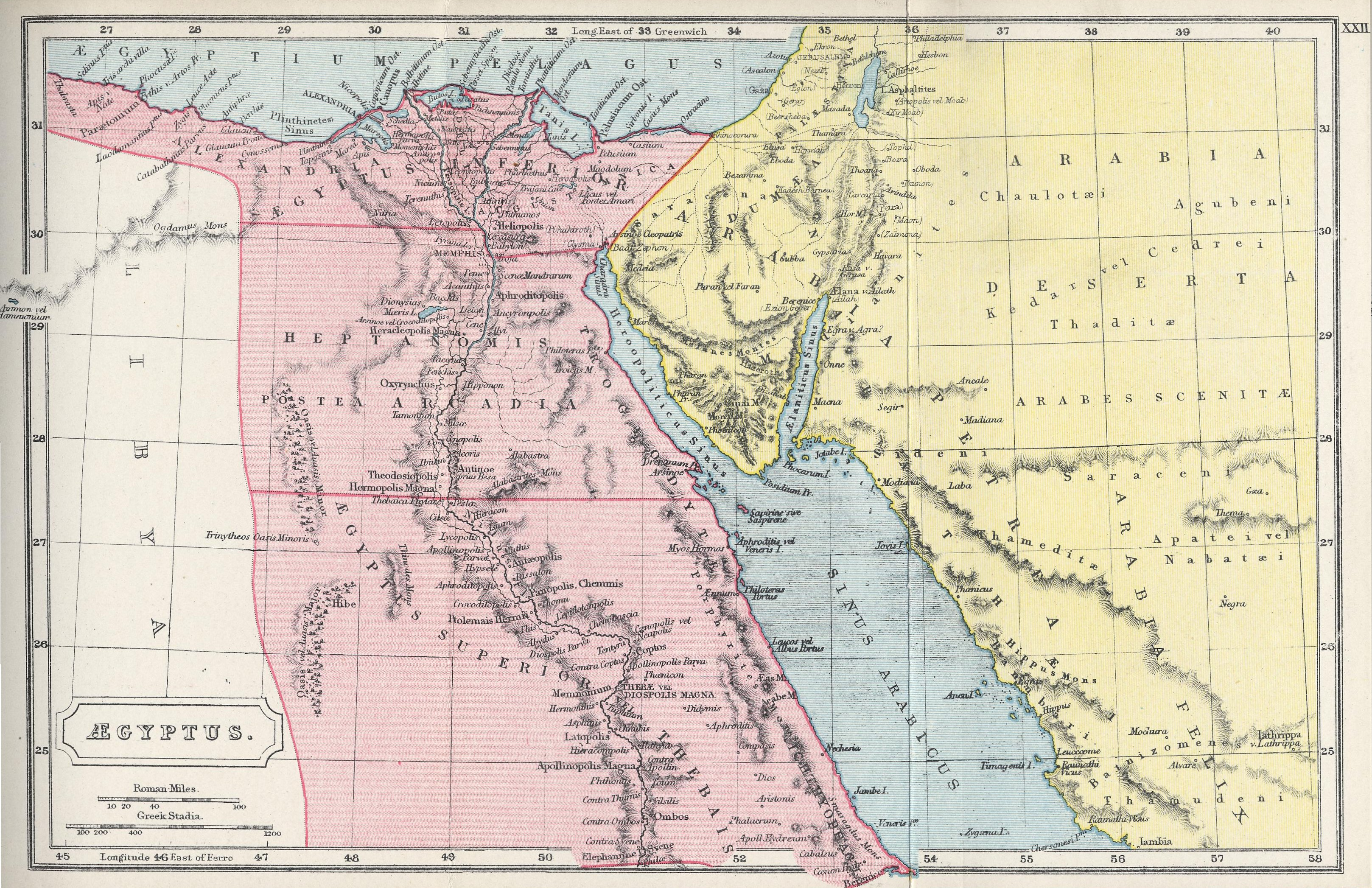
Die kaiserliche Provinz Ägypten

Gaius Turranius Gracilis (* im 1. Jahrhundert v. Chr.; † im 1. Jahrhundert) war ein aus Gades (heute Cádiz) stammender römischer Ritter. Er übte unter Kaiser Augustus in den Jahren von 7 bis 4 v. Chr. die Präfektur als Statthalter in der kaiserlichen Provinz Ägypten aus.
Im Jahr 14, zu Beginn des Prinzipats des Tiberius, war er für die Getreideversorgung Roms verantwortlich und bekleidete dementsprechend das Amt eines praefectus annonae, das er aber wohl bereits seit 8 n. Chr. innegehabt hatte. Eine später ausgeübte Prokuratur ist unter der Herrschaft Caligulas belegt.
Selbst im hohen Alter von über 90 Jahren war er im Jahr 48 noch immer für die Getreideversorgung zuständig, amtierte als praefectus rei frumentariae und bestätigte gegenüber Kaiser Claudius, dass dessen Gattin Valeria Messalina ihren Geliebten Gaius Silius geheiratet habe.
Soweit man die im Evangelium nach Matthäus berichtete Erzählung von der Flucht nach Ägypten der Familie des Jesus von Nazaret als datierbares historisches Ereignis auffassen will, hätte zu dieser Zeit möglicherweise Gaius Turranius (oder sein Nachfolger Publius Octavius) als ägyptischer Präfekt amtiert.